# Trio pour flûte, clarinette et basson
Le Trio pour flûte, clarinette et basson, op. 92, est une œuvre de Charles Koechlin composée en 1924.

## Présentation
Le Trio pour flûte, clarinette et basson, en sol mineur, est composé en octobre 1924,.
L'œuvre consiste en un trio pour vents en trois mouvements, écrit pour flûte, clarinette et basson. Koechlin indique également la possibilité d'une option instrumentale plus conventionnelle : violon, alto et violoncelle,,.
La partition est publiée par Senart en 1928 (rééditée par Salabert).
Le Trio est créé par René Le Roy (flûte), Louis Cahuzac (clarinette) et Gustave Dhérin (basson) le 6 mai 1927 à Paris, salle Gaveau, lors d'un concert de la Société musicale indépendante,.

## Structure
Le Trio pour flûte, clarinette et basson, d'une durée moyenne d'exécution de onze minutes environ, comprend trois mouvements, :
1. Lent (quasi adagio) à 
 ;
2. Moderato sans lenteur à deux temps () ;
3. Final : Allegro con moto (sans précipiter le mouvement), un final fugué[5] à deux temps ().

François-René Tranchefort et Michel Dimitri Calvocoressi relèvent le caractère abstrait et l'écriture très contrapuntique de la partition,.
Cependant, Otfrid Nies souligne que l'œuvre s'inscrit pleinement dans les pages de musique de chambre du compositeur composées « pour la détente, pour ainsi dire d'une main facile ». Il note que les « trois voix des deux premiers mouvements se développent avec sérénité et équilibre comme une invention ». Quant au final, il « se présente comme le pendant de ces deux mouvements plutôt introvertis ». Le musicologue relève que dans le dernier mouvement, le « thème fugué dont la longueur et la simplicité surprennent au premier abord, est ensuite richement varié, combiné et entremêlé dans une alternance virtuose des trois instruments, une virtuosité certes accompagnée d'un clin d'œil ironique ».
La pièce porte le numéro d'opus 92 dans le catalogue des œuvres de Charles Koechlin.

## Discographie
- Charles Koechlin : Musique de chambre, CD 2, Tatjana Ruhland (flûte), Dirk Altmann (clarinette) et Libor Sima (basson), SWR Music SWR19047CD, 2017[7],[8].

### Ouvrages généraux
- Michel Dimitri Calvocoressi et Michel Fleury, « Koechlin, Charles », dans Walter Willson Cobbett et Colin Mason (dir.), Dictionnaire encyclopédique de la musique de chambre, vol. II : K–Z, Paris, Éditions Robert Laffont, coll. « Bouquins », 1999 (1re éd. 1929), 1627 p. (ISBN 2-221-07848-9), p. 836-840.
- François-René Tranchefort, « Charles Koechlin », dans François-René Tranchefort (dir.), Guide de la musique de chambre, Paris, Fayard, coll. « Les Indispensables de la musique », 1989, 995 p. (ISBN 2-213-02403-0), p. 506–510.

### Monographies
- Aude Caillet, Charles Koechlin : L'Art de la liberté, Anglet, Séguier, coll. « Carré Musique », 2001, 214 p. (ISBN 2-84049-255-5).
- Robert Orledge, Charles Koechlin (1867-1950) His Life and Works, Harwood Academic Publishers, 1989, 457 p. (ISBN 3-7186-4898-9).